# 楚州 (南梁)
楚州，是南北朝的州。
- 梁武帝天监三年（504年），北魏占领南梁的司州。大通元年（527年），南梁收复司州，在楚城设立楚州。治所在今河南省信阳市东北长台关西，下辖城阳郡（治城阳，今河南省信阳市西北）、西汝南郡（治今河南省信阳市东北）、汝阳郡（治义阳，今河南省正阳县东南）、仵城郡（治淮阴，今河南省正阳县西南）。大宝元年（550年）楚州被东魏占据，楚州改为西楚州，北齐改为永州，隋文帝时废入纯州。
- 南朝梁太清四年（550年）萧纪置楚州，治垫江县（今重庆市）。下辖巴郡，辖境相当今重庆市及璧山区、永川区、江津区、南川区、长寿区等区。西魏大统十七年（551年）改巴州。北周闵帝元年（557年）复改楚州。隋开皇元年（581年）改名渝州。